# Aleksandr Krasnykh
Aleksandr Krasnykh (en russe : Александр Красных), né le 19 juin 1995, est un nageur russe, spécialiste des épreuves de la nage libre.

## Palmarès

### Jeux olympiques
- Jeux olympiques 2016 à Rio de Janeiro ( Brésil) :
  - 8e sur 200 m nage libre
- Jeux olympiques 2020 à Tokyo ( Japon) :
  -  Médaille d'argent sur 4 × 200 m nage libre (ne participe qu'aux séries)

### Championnats du monde
Grand bassin
- Championnats du monde 2017 à Budapest ( Hongrie) :
  -  Médaille d'argent au titre du relais 4 × 200 m nage libre
  -  Médaille de bronze sur 200 m nage libre
- Championnats du monde 2019 à Gwangju ( Corée du Sud) :
  -  Médaille d'argent au titre du relais 4 × 200 m nage libre

Petit bassin
- Championnats du monde 2016 à Windsor (Canada) :
  -  Médaille d'argent du 400 m nage libre.
  -  Médaille de bronze du 200 m nage libre.
- Championnats du monde 2018 à Hangzhou (Chine) :
  -  Médaille d'argent au titre du relais 4 × 200 m nage libre.

### Championnats d'Europe
Grand bassin
- Championnats d'Europe juniors 2013 à Poznań ( Pologne) :
  -  Médaille d'argent sur 200 m nage libre

- Championnats d'Europe 2014 à Berlin ( Allemagne) :
  -  Médaille d'argent au titre du relais 4 × 200 m nage libre